# Zygostates kuhlmannii
Zygostates kuhlmannii är en orkidéart som beskrevs av Alexander Curt Brade. Zygostates kuhlmannii ingår i släktet Zygostates och familjen orkidéer. Inga underarter finns listade i Catalogue of Life.